# Happier Than Ever (песня)
«Happier Than Ever» (с англ. — «Счастливее, чем когда-либо») — песня Билли Айлиш, вышедшая в качестве шестого сингла из второго студийного альбома Happier Than Ever 30 июля 2021 года на лейблах Darkroom и Interscope Records. Билли опубликовала 15-секундный сниппет песни 26 апреля в социальных сетях. Это песня в стиле эмо, поп-панк и голубоглазый соул с элементами джаза, она рассказывает о гневе Айлиш на бывшие токсичные отношения. Она открывается мягким вокальным исполнением, подкрепленным классической, а затем бас-гитарой. В середине песня переходит в искаженное поп-панк и рок исполнение с электрогитарами и барабаном, а Айлиш выкрикивает заключительный текст. Она написала песню вместе с её продюсером, Финнеасом О’Коннеллом, после выступления на американских концертах в рамках тура When We All Fall Asleep Tour (2019).
После выхода альбома многие музыкальные журналисты и поклонники Айлиш отметили «Happier Than Ever» как изюминку альбома. Критики похвалили вокальное исполнение Айлиш, которое они восприняли как катарсическое и более громкое по сравнению с её предыдущими работами, а также продюсирование, пропитанное роком. Многие издания, такие как Billboard, Pitchfork и Rolling Stone, назвали песню одной из лучших на сегодняшний день. На 64-й ежегодной церемонии вручения премии «Грэмми», где Айлиш исполнила эту песню, она получила четыре номинации, включая «Запись года» и «Песня года». Она получила награду «Песня года» на церемонии MTV Video Music Awards в 2022 году. Песня «Happier Than Ever» заняла 11-е и 6-е места в чартах Billboard Hot 100 и Global 200 соответственно.
Вместе с релизом песни вышел музыкальный клип, который срежиссировала сама певица. Премьера клипа на песню «Happier Than Ever» состоялась в тот же день, что и релиз сингла. В нём Айлиш исполняет песню во время телефонного разговора, после чего забирается на крышу и танцует под дождем. Она исполнила песню вживую на телевизионных шоу, таких как The Tonight Show Starring Jimmy Fallon в 2021 году, а также на фестивалях Коачелла и Гластонбери в 2022 году. Айлиш включила её исполнение в концертный фильм и в мировое турне Happier Than Ever, The World Tour в поддержку альбома.

## Предыстория и запись
Билли Айлиш выпустила второй сингл «Therefore I Am» со второго студийного альбома в ноябре 2020 года. Она подтвердила, что в то время работала над альбомом, сославшись на пандемию COVID-19 в качестве источника вдохновения. Впервые певица продемонстрировала песню в документальном фильме «Билли Айлиш: Мир немного размыт», где вставила первые четыре строчки трека.
27 апреля 2021 года Билли опубликовала 15-секундный фрагмент песни в своем аккаунте Instagram, в видео она сидит в кресле спиной к камере. 30 июля 2021 года вышел второй студийный альбом Happier Than Ever, в который вошла композиция «Happier Than Ever». В композиции певица обращается к бывшему любовнику. Издательство DIY охарактеризовало трек, как «приветствие для новой эры Билли». Сама певица признавалась в Инстаграме, что это её самая любимая песня. Бекстейдж со съемок «Happier Than Ever» вышел 8 августа на официальном YouTube-канале Билли Айлиш.
Одноимённый трек «Happier Than Ever» служит заглавной песней второго студийного альбома Билли. Певица описала песню:
Записывать песню стало своеобразной терапией для меня. Я кричала изо всех сил и еле могла говорить потом. Это было весело и даже приятно. Я давно хотела выплескнуть свои крики наружу.

## Композиция
В музыкальном плане «Happier Than Ever» это сентиментальную рок-балладу. Музыкальные журналисты классифицировали её как эмо, поп-панк и голубоглазый соул. Другие писали, что песня включает в себя элементы таких стилей как арена-рок, альтернативный рок и гранж. О музыкальном стиле песни автор Billboard Гленн Роули назвал её «сменой жанров» («genre-shifting»).
Композиция «Happier Than Ever» написана в тональности До Мажор. Трек имеет 81 ударов в минуту и 8B Camelot.

## Релиз
Айлиш анонсировала выход песни в апреле 2021 года, написав на своем аккаунте в Instagram «things are comingggg». Неделю спустя, 26 апреля, она опубликовала 15-секундный фрагмент песни «Happier Than Ever» на своем аккаунте в Instagram, на котором она изображена сидящей в кресле спиной к камере. DIY описал клип как «stripped-back», предположив, что он «приветствует совершенно новую эру Билли».
Песня «Happier Than Ever» была выпущена вместе с альбомом 30 июля 2021 года в качестве шестого сингла.[60] Радио-редакция песни с первым припевом и всей второй частью была передана на радиостанции современных хитов contemporary hit radio США 12 августа 2021 года. Оригинальная версия песни была отправлена на радио во Франции 26 августа. Редакция, состоящая только из второй части, была выпущена для цифрового скачивания и потокового вещания 4 сентября 2021 года, а радиоредакция была направлена на радиостанции contemporary hit radio в Италии шесть дней спустя.

## Критика
Многие музыкальные рецензенты, а также поклонники Айлиш, назвали песню «Happier Than Ever» самой яркой песней альбома. Среди критиков, назвавших песню яркой, были Мэри Сироки из Consequence, Куинн Морланд из Pitchfork и Джессика МакКинни из Complex. Джейсон Липшутц, редактор Billboard, считает, что песня «лучше всего отражает суть альбома», поскольку демонстрирует авторские и вокальные таланты Айлиш, что, по его мнению, является нарушением традиционных ожиданий от поп-музыки.
Джастин Курто на Vulture написал, что песня «Happier Than Ever» переходит «из чувственной нежной баллады к громкой рок-песне». Дэвид Смит на Evening Standard назвал трек «джазовой акустической соул-песней», а Энджи Марточчио из Rolling Stone назвал её «катарсическим поп-панком». Бетанкурт на Harper’s Bazzar согласился, что эта песня — «эмоциональная баллада».

### Итоговые списки
| Публикация                | Список                     | Ранг | Ссылка |
| ------------------------- | -------------------------- | ---- | ------ |
| American Songwriter       | Top 22 Best Songs of 2021  | N/A  | [ 43 ] |
| Beats Per Minute          | Top 50 Songs of 2021       | 27   | [ 44 ] |
| Billboard                 | Best Songs of 2021         | 9    | [ 45 ] |
| DIY                       | Best Tracks of 2021        | 5    | [ 46 ] |
| Entertainment Weekly      | The 10 Best Songs of 2021  | 8    | [ 47 ] |
| The Fader                 | The 100 Best Songs of 2021 | 36   | [ 48 ] |
| Gigwise                   | 20 Best Tracks of 2021     | 7    | [ 49 ] |
| NME                       | The 50 Best Songs of 2021  | 8    | [ 50 ] |
| Pitchfork                 | The 100 Best Songs of 2021 | 52   | [ 51 ] |
| Rolling Stone             | The 50 Best Songs of 2021  | 8    | [ 52 ] |
| Slant Magazine            | The 50 Best Songs of 2021  | 42   | [ 53 ] |
| The Sydney Morning Herald | The 21 Best Songs of 2021  | 7    | [ 54 ] |
| Vogue                     | The 38 Best Songs of 2021  | N/A  | [ 55 ] |

### Награды и номинации
| Год  | Награда                | Категория                 | Результат | Ссылка        |
| ---- | ---------------------- | ------------------------- | --------- | ------------- |
| 2021 | MTV Video Music Awards | Song of Summer            | Номинация | [ 56 ]        |
| 2022 | MTV Video Music Awards | Song of the Year          | Победа    | [ 57 ] [ 58 ] |
| 2022 | MTV Video Music Awards | Best Pop                  | Номинация | [ 57 ] [ 58 ] |
| 2022 | MTV Video Music Awards | Best Direction            | Номинация | [ 57 ] [ 58 ] |
| 2022 | MTV Video Music Awards | Best Visual Effects       | Номинация | [ 57 ] [ 58 ] |
| 2022 | NME Awards             | Best Music Video          | Номинация | [ 59 ]        |
| 2022 | Grammy Awards          | Record of the Year        | Номинация | [ 60 ] [ 61 ] |
| 2022 | Grammy Awards          | Song of the Year          | Номинация | [ 60 ] [ 61 ] |
| 2022 | Grammy Awards          | Best Music Video          | Номинация | [ 60 ] [ 61 ] |
| 2022 | Grammy Awards          | Best Pop Solo Performance | Номинация | [ 60 ] [ 61 ] |

## Коммерческий успех
Титульный трек дебютировал на первом месте в рок-чарте Hot Rock & Alternative Songs, став 2-м чарттоппером певицы после «My Future» в августе 2020. В результате Айлиш стала второй женщиной с двумя чарттопперами рок-чарта за всю его историю с 2009 года, присоединившись к Тейлор Свифт, лидировавшей с песнями «Cardigan» и «Willow» в 2020 году. Также «Happier Than Ever» возглавил Alternative Digital Song Sales (7-й раз в карьере певицы) и Alternative Streaming Songs (6-й раз).

## Музыкальный клип
Айлиш сама срежиссировала музыкальное видео на песню «Happier Than Ever», которое сопровождало её выход в тот же день. «Это моя любимая песня и мое любимое видео» — призналась Билли Айлиш в своём Инстаграме.
Видео было снято в двух частях. В первой Айлиш ходит взад-вперед по уютной роскошной комнате, которую наполняют солнечные зайчики и напевает песню в трубку старинного стационарного телефона, обращаясь к бывшему партнеру. На второй, более жёсткой половине песни она открывает входную дверь, вода врывается внутрь и полностью заливает дом. Песня заканчивается «катарсически», когда Айлиш танцует на крыше во время сильного ливня и полностью погружается в воду. Джастин Курто из Vulture описал её как «поток эмоций, соответствующий этому великолепному гитарному брейкдауну». По словам Бетанкурта на Harper’s Bazzar, певица разочаровалась в своём любовнике и начертила конец их отношениям.
Элли Робинсон из NME назвала видео «пронзительным клипом», а Ханна Дэйли из Billboard выразила мнение, что его переход отражает разрушение «фасада спокойствия» и что «вместо того, чтобы трусить там, она принимает гнев бури».

## Участники записи
- Билли Айлиш — вокал, лирика
- Финнеас — продюсер, лирика, гитара, музыкальное сопровождение

## Позиции в чартах
| Чарты (2021)                                 | Высшая позиция |
| -------------------------------------------- | -------------- |
| Австралия (ARIA)                             | 3              |
| Австрия (Ö3 Austria Top 40)                  | 12             |
| Бельгия/Фландрия (Ultratop 50)               | 28             |
| Канада (Billboard Canadian Hot 100)          | 6              |
| Канада (Billboard CHR/Top 40)                | 28             |
| Чехия (Singles Digitál Top 100)              | 12             |
| Дания (Tracklisten)                          | 11             |
| Финляндия (Suomen virallinen lista)          | 11             |
| Франция (SNEP)                               | 39             |
| Германия (Official German Charts)            | 23             |
| Венгрия (Single Top 40)                      | 15             |
| Венгрия (Stream Top 40)                      | 10             |
| Ирландия (IRMA)                              | 3              |
| Италия (FIMI)                                | 53             |
| Литва (AGATA)                                | 8              |
| Нидерланды (Single Top 100)                  | 17             |
| Новая Зеландия (Recorded Music NZ)           | 4              |
| Норвегия (VG-lista)                          | 5              |
| Португалия (AFP)                             | 6              |
| Испания (PROMUSICAE)                         | 60             |
| Швеция (Sverigetopplistan)                   | 13             |
| Швейцария (Schweizer Hitparade)              | 13             |
| Великобритания (OCC UK Singles)              | 4              |
| США (Billboard Hot 100)                      | 11             |
| США (Billboard Hot Rock & Alternative Songs) | 1              |
| США (Billboard Pop Airplay)                  | 14             |
| Мир (Billboard Global 200)                   | 6              |
| Мир (Apple Music)                            | 2              |
| Мир (iTunes)                                 | 19             |

| Чарт (2021)                                   | Позиция |
| --------------------------------------------- | ------- |
| Канада (Canadian Hot 100)                     | 53      |
| Мир (Global 200, Billboard)                   | 82      |
| Швейцария (Schweizer Hitparade)               | 71      |
| США (Billboard Hot 100)                       | 94      |
| США (Hot Rock & Alternative Songs, Billboard) | 11      |

## Сертификации
| Регион | Сертификация  | Продажи   |
| --- | ------------- | --------- |
| Австралия (ARIA) | 4× Платиновый | 280 000   |
| Бельгия (BEA) | Золотой       | 20 000    |
| Дания (IFPI Danmark) | Платиновый    | 90 000    |
| Франция (SNEP) | Платиновый    | 200 000   |
| Германия (BVMI) | Золотой       | 200 000   |
| Италия (FIMI) | Платиновый    | 100 000   |
| Мексика (AMPROFON) | 3× Платиновый | 420 000   |
| Новая Зеландия (RMNZ) | 2× Платиновый | 60 000    |
| Польша (ZPAV) | Платиновый    | 50 000    |
| Португалия (AFP) | 3× Платиновый | 30 000    |
| Испания (PROMUSICAE) | Платиновый    | 60 000    |
| Великобритания (BPI) | 2× Платиновый | 1 200 000 |
| Стриминг |               |           |
| Греция (IFPI Greece) | Платиновый    | 2 000 000 |
| Данные о продажах + прослушиваниях приведены только на основе сертификации. · Данные только о прослушиваниях приведены на основе сертификации. |               |           |

## История релиза
| Регион  | Дата             | Формат                     | Версия       | Лейбл               | Ссылка  |
| ------- | ---------------- | -------------------------- | ------------ | ------------------- | ------- |
| США     | 12 августа 2021  | Цифровые загрузки стриминг | Радио-версия | Darkroom Interscope | [ 116 ] |
| Франция | 26 августа 2021  | Радио                      | Оригинальная | Universal           | [ 31 ]  |
| Мир     | 4 сентября 2021  | Цифровые загрузки стриминг | Edit         | Darkroom Interscope | [ 32 ]  |
| Италия  | 10 сентября 2021 | Радио                      | Радио-версия | Universal           | [ 33 ]  |